# Bilîkivți, Jmerînka
Bilîkivți (în ucraineană Біликівці) este localitatea de reședință a comunei Bilîkivți din raionul Jmerînka, regiunea Vinnița, Ucraina.

## Demografie
Componența lingvistică a localității Bilîkivți
     Ucraineană (99,63%)
     Alte limbi (0,37%)
Conform recensământului din 2001, majoritatea populației localității Bilîkivți era vorbitoare de ucraineană (99,63%), existând în minoritate și vorbitori de alte limbi.